# Salvesen Cove
Die Salvesen Cove ist eine Bucht am südlichen Ende der Hughes Bay an der Danco-Küste des Grahamlands auf der Antarktischen Halbinsel. Sie liegt zwischen dem Brabazon Point im Osten und dem Valdivia Point im Nordwesten.
Die Bucht ist auf Karten der Belgica-Expedition (1897–1899) unter der Leitung des belgischen Polarforschers Adrien de Gerlache de Gomery verzeichnet. Benannt haben sie vermutlich Walfänger nach dem 1872 vom Norweger Christian Salvesen im schottischen Leith gegründeten Walfangunternehmen Salvesen & Co.